# Ray Liotta
Raymond Allen Liotta [uitspraak: li'oːtɑ ; lie-oowta] (Newark (New Jersey), 18 december 1954 – Santo Domingo (Dominicaanse Republiek), 26 mei 2022) was een Amerikaanse acteur en stemacteur. Hij speelde onder meer in de films Something Wild (1986), Goodfellas (1990), Cop Land (1997) en Hannibal (2001). Hij werd in zijn carrière genomineerd voor een Golden Globe en hij won één Emmy Award. Postuum ontving hij in 2023 een ster op de Hollywood Walk of Fame.

## Biografie

### Jeugd
Zes maanden na Liotta's geboorte werd hij geadopteerd door Mary en Alfred Liotta. Mary werkte voor de gemeente, Alfred verkocht auto-onderdelen, en was voorzitter van een plaatselijke Democratische vereniging. Beiden probeerden verkozen te worden, maar slaagden daar niet in. Liotta meende dat zijn biologische ouders van Schotse en Italiaanse origine waren. Toen hij later zijn biologische moeder ontmoette, ontdekte hij echter dat hij niet van Italiaanse origine is. In 1973 behaalde hij zijn diploma aan de Union High School in Union. In 1992 werd hij aan de Hall of Fame van de school toegevoegd. Na high school volgde hij acteerlessen aan de Universiteit van Miami.

### Carrière
Een van de eerste rollen van Liotta was in de televisieserie Another World. Hij verscheen van 1978 tot 1981 in deze serie. Zijn filmdebuut maakte hij in 1983 met een rol in The Lonely Lady. Een van zijn eerste opmerkelijke rollen was die van Ray Sinclair in de film Something Wild (1986) van regisseur Jonathan Demme. Het leverde hem in 1987 een Golden Globe-nominatie op. Drie jaar later speelde hij in Goodfellas (1990) van regisseur Martin Scorsese de rol van Henry Hill, een gangster die de steun van de FBI zocht. De film werd genomineerd voor zes Academy Awards.
Verder viel hij op als het personage Figgsy in de politiefilm Cop Land (1997). In deze film van regisseur James Mangold speelden naast Liotta ook acteurs zoals Sylvester Stallone en Robert De Niro, met wie Liotta eerder samenwerkte in Goodfellas. In 1998 speelde hij Frank Sinatra in de televisiefilm The Rat Pack. Dat leverde hem een nominatie op voor een Screen Actors Guild Award. Voor deze film werkte hij samen met onder meer Don Cheadle, William Petersen en Joe Mantegna.
In 2004 vertolkte hij een gastrol in de ziekenhuiserie ER. Dit leverde hem een Emmy Award op in de categorie 'Outstanding Guest Actor in a Drama Series'. Later parodieerde hij zichzelf en zijn Emmy in de animatiefilm Bee Movie (2007), waarin hij zichzelf speelde. Liotta werkte als stemacteur enkele malen mee aan animatieseries, waaronder Family Guy (2001) en SpongeBob SquarePants (2008). Ook was hij de stem van Tommy Vercetti in het computerspel Grand Theft Auto: Vice City.
Als held overtuigde Liotta minder, maar indruk maakte hij als psychopathische charmeur, corrupte agent of gewelddadige gangster.

## Persoonlijk leven en overlijden
In februari 1997 trouwde Liotta met actrice Michelle Grace. Zij speelde in 1998 mee in de televisiefilm The Rat Pack, waarin Liotta Frank Sinatra speelde. Grace vertolkte in de film het personage Judith Campbell Exner. Dat jaar kregen Liotta en Grace samen hun eerste dochter, Karsen. Ze scheidden in 2004. Liotta verloofde zich in 2020 met Jacy Nittolo.
Liotta stierf in zijn slaap terwijl hij in de Dominicaanse Republiek was voor de opnames van de film Dangerous Waters. Hij werd 67 jaar oud. Als oorzaken werd aangegeven hartfalen, respiratoire insufficiëntie en longoedeem.

## Filmografie

### Films
- Cocaine Bear (2023) - Universal Pictures
- The Many Saints of Newark (2021) - Hollywood Dick Montisanti
- Hubie Halloween (2020) - Pete Landolfa
- Marriage Story (2019) - Jay Marotta
- Muppets Most Wanted (2014) – Big papa
- Revenge of the Green Dragons (2014) – Michael Bloom
- Pawn (2013) – Man in the Suit
- Bad Karma (2012) – Jack Molloy
- The Iceman (2012) – Roy Demeo
- The Place Beyond the Pines (2012) - Deluca
- Wanderlust (2012) – zichzelf
- Killing Them Softly (2012) – Markie Trattman
- The River Murders (2011) – Jack Verdon
- Street Kings 2: Motor City (2011) – Marty Kingston
- Wizards of Waverly Place 2: The Next Big Adventure (2011) – rol onbekend
- Snowmen (2010) – Reggie Kirkfield
- Charlie St. Cloud (2010) – Florio Ferrente
- Date Night (2010) – Joe Miletto
- Crazy on the Outside (2010) – Gray
- Youth in Revolt (2010) – Lance Wescott
- Observe and Report (2009) – Det. Harrison
- Crossing Over (2009) – Cole Frankel
- Powder Blue (2009) – Jack Doheny
- La linea (2008) – Mark Shields
- Chasing 3000 (2008) – Adult Mickey
- Hero Wanted (2008) – Det. Terry Subcott
- Bee Movie (2007, stem) – Zichzelf
- Battle in Seattle (2007) – Mayor Jim Tobin
- Wild Hogs (2007) – Jack
- In the Name of the King: A Dungeon Siege Tale (2007) – Gallian
- Smokin' Aces (2006) – Donald Carruthers
- Comeback Season (2006) – Walter Pearce
- Local Color (2006) – John Talia Sr.
- Even Money (2006) – Tom Carver
- Slow Burn (2005) – Ford Cole
- Revolver (2005) – Macha
- Control (2004) – Lee Ray Oliver
- The Last Shot (2004) – Jack Devine
- Identity (2003) – Rhodes
- Ticker (2002) – FBI Agent
- John Q (2002) – Chief Gus Monroe
- Narc (2002) – Det. Lt. Henry Oak
- Blow (2001) – Fred Jung
- Heartbreakers (2001) – Dean Cummano/Vinny Stagliono
- Hannibal (2001) – Paul Krendler
- A Rumor of Angels (2000) – Nathan Neubauer
- Pilgrim (2000) – Jack
- Forever Mine (1999) – Mark Brice
- Muppets from Space (1999) - Poortwachter
- Phoenix (1998) – Harry Collin
- Cop Land (1997) – Det. Gary 'Figgsy' Figgis
- Turbulence (1997) – Ryan Weaver
- Unforgettable (1996) – Dr. David Krane
- Operation Dumbo Drop (1995) – Capt. T.C. Doyle
- Corrina, Corrina (1994) – Manny Singer
- No Escape (1994) – Capt. J.T. Robbins
- Unlawful Entry (1992) – Officer Pete Davis
- Article 99 (1992) – Dr. Richard Sturgess
- Goodfellas (1990) – Henry Hill
- Field of Dreams (1989) – Shoeless Joe Jackson
- Dominick and Eugene (1988) – Eugene 'Gino' Luciano
- Arena Brains (1987) – The Artist
- Something Wild (1986) – Ray Sinclair
- The Lonely Lady (1983) – Joe Heron

### Televisieseries
- Another World (1978-1981)
- Just Shoot Me! (2001-2002)
- Shades of Blue (2016-2018)
- Young Sheldon (2017-2024)
- Black Bird (2022)

### Videospellen
- Call of Duty: Black Ops 2 (Uprising DLC) (2013) – Billy Handsome
- Grand Theft Auto: Vice City (2002) – Tommy Vercetti

- Bibsys: 98053860
- Biblioteca Nacional de España: XX1169461
- Bibliothèque nationale de France: cb140284721 (data)
- CiNii: DA17538576
- Gemeinsame Normdatei: 142105791
- International Standard Name Identifier: 0000 0001 1476 6259
- Library of Congress Control Number: n90700088
- Nationale Bibliotheek van Letland: 000344801
- MusicBrainz: 540117f5-c4ee-4d6d-a7f5-c5119942c064
- Nationale Bibliotheek van Tsjechië: xx0041134
- Nationale bibliotheek van Australië: 41064754
- Nationale Bibliotheek van Israël: 987007330033505171
- Nationale Bibliotheek van Polen: a0000001624838
- Nederlandse Thesaurus van Auteursnamen: 110295382
- Istituto Centrale per il Catalogo Unico: RAVV088568
- SNAC: w6n01t58
- Système universitaire de documentation: 061674958
- Trove: 1451681
- Virtual International Authority File: 85558940
- WorldCat: E39PBJhmJ767jpRmDXQdVw7yh3